# زن در ریگ روان

زن در ریگ روان (به ژاپنی: 砂の女، Suna no onna) نام رمانی اثر کوبو آبه است که در سال ۱۹۶۲ نوشته شده است. فیلمی نیز به همین نام با کارگردانی هیروشی تشیگاهارا از این داستان ساخته‌شده است. کوبو آبه به وسیلهٔ این رمان و فیلم شهرت جهانی یافت. این رمان نخستین اثر وی بود که به انگلیسی ترجمه شد. پیش از دههٔ ۱۹۷۰ این کتاب به بیش از ۲۰ زبان زنده دنیا ترجمه شده‌بود. این اثر وی یکی از مهم‌ترین رمان‌های ژاپن قبل از جنگ است.

## داستان
رمان زن در ریگ روان دربارهٔ مردی است که در تعطیلات آخر هفته به واسطه علایق حشره‌شناسی اش به جایی در ساحل دریا می‌رود. او به دنبال حشره تازه‌ای می‌گردد که نام خودش را روی آن بگذارد و برای ابد جاودانه شود. بعد از گشت و گذار در بخشی از ساحل به دهکده ای می‌رسد و در گفتگو با پیرمردی از اهالی ده تصمیم می‌گیرد که شب را در آنجا بگذراند، بخشی از ده، ساختاری عجیب دارد، گودال عمیقی که در انتهای آن کلبه ای قرار گرفته است. او را به یکی از این گودال‌ها هدایت می‌کنند که در آنجا زنی زندگی می‌کند. فردای آن روز متوجه می‌شود که خلاصی از این گودال ممکن نیست چون گودال از شن‌های روان پر شده است. آنها در این گودال زندانی می‌شوند. شب‌ها تا صبح باید شن‌های اضافی را جمع کنند و در زنبیل بریزند تا افرادی که در بالا هستند آنها را بالا بکشند. اگر یک روز این کار را انجام ندهند، کلبه روی سرشان خراب می‌شود و آنها در آن زنده زنده دفن می‌شوند، از طرف دیگر این گودال‌ها خود مانعی است بر سر طوفان‌های شن و از سایر ده محافظت می‌کند. برای همین مردم ده مراقب هستند که آنها کارشان را به درستی انجام دهند و فرار نکنند.

## جوایز
- ۱۹۶۲ - جایزه یومی‌یوری

## ترجمه‌های فارسی
- کوبو آبه، مهدی غبرایی (مترجم) - زن در ریگ روان  - نشر نیلوفر - ۱۳۸۵ شابک ‎۹۶۴-۴۴۸-۲۲۲-۰